# Amblyornis inornata
L'uccello giardiniere del Vogelkop o ambliornite del Vogelkopf (Amblyornis inornata (Schlegel, 1871)) è un uccello passeriforme della famiglia Ptilonorhynchidae.

## Etimologia
Il nome scientifico della specie, inornata, deriva dal latino ed è un riferimento alla cresta nucale dei maschi meno accentuata rispetto alle altre specie congeneri.

## Descrizione

### Dimensioni
Misura 25 cm di lunghezza, per 105-155 g di peso: a parità d'età, i maschi sono leggermente più grossi e pesanti rispetto alle femmine.

### Aspetto

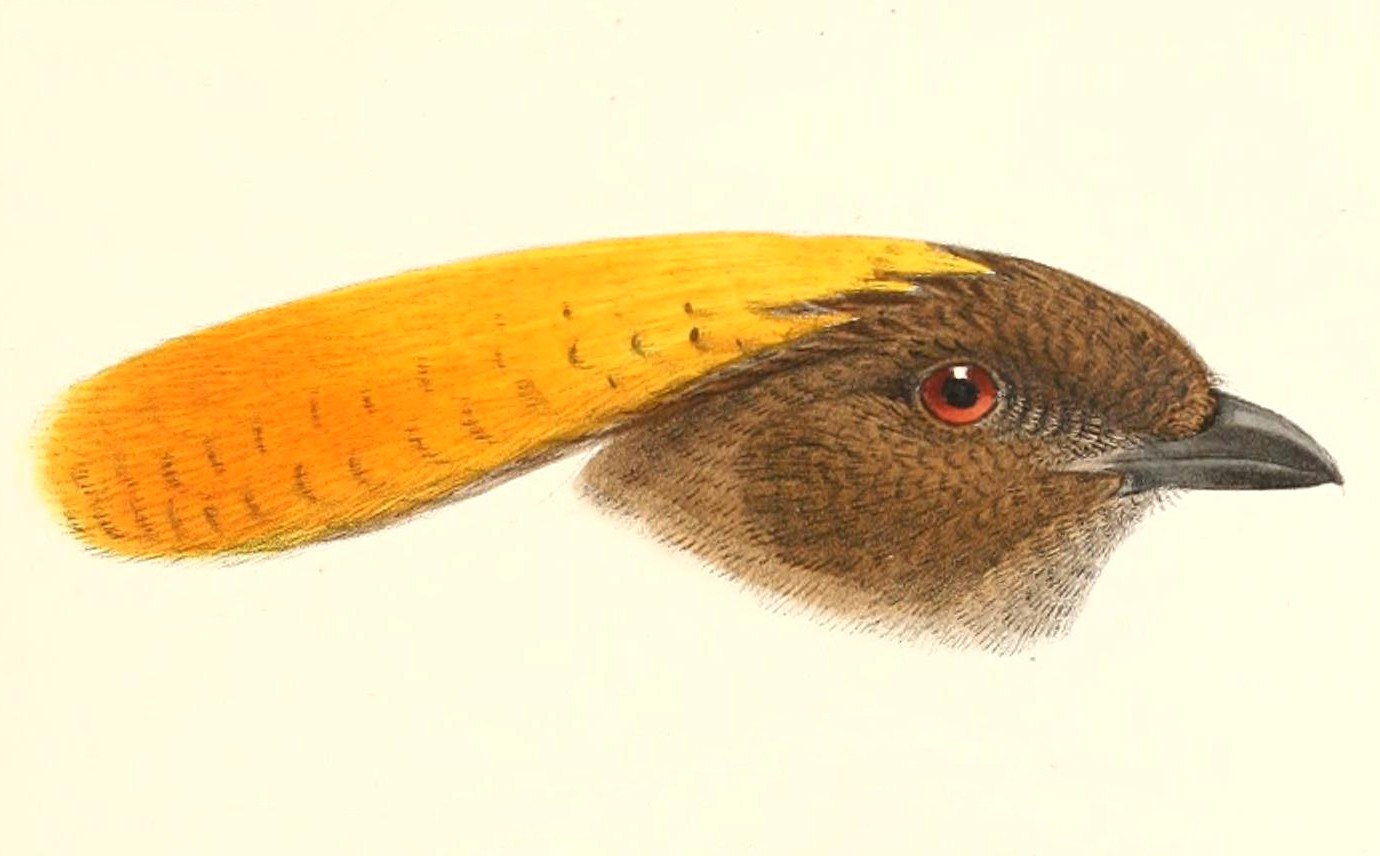
Illustrazione di testa maschile.

Si tratta di uccelli dall'aspetto paffuto e massiccio, muniti di testa arrotondata con becco corto, conico e sottile e dalla base larga, lunghe ali digitate, coda di media lunghezza e dall'estremità arrotondata.
Il piumaggio è uno dei più sobri fra gli uccelli giardiniere: sia i maschi che le femmine, infatti, presentano livrea di colore bruno-olivastro, più scura su testa, dorso, ali, groppa e coda e più chiara e tendente al beige su gola, collo, petto, fianchi e ventre, mentre il sottocoda è lievemente più scuro.
Il becco e le zampe sono di colore nerastro (il primo con tendenza a schiarirsi nel grigio-giallastro nella parte basale del margine), mentre gli occhi sono di colore bruno-rossiccio.

## Biologia
Si tratta di uccelli dalle abitudini di vita diurne, che all'infuori della stagione riproduttiva possono riunirsi in piccoli gruppi misti, mentre durante il periodo degli amori presentano abitudini di vita maggiormente solitarie, coi maschi che diventano territoriali.

La maggior parte della giornata viene passata alla ricerca del cibo, attività questa effettuata in massima parte nella canopia.
L'uccello giardiniere del Vogelkopf è un animale piuttosto silente: soprattutto durante il periodo degli amori, tuttavia, i maschi divengono molto vocali, emettendo una serie di suoni ronzanti intervallati da gracchi, fischi ed imitazioni dei richiami di altri uccelli al duplice scopo di attrarre le femmine e tenere lontani gli altri maschi.

### Alimentazione
Si tratta di animali dalla dieta onnivora, che comprende frutta e piccoli animali: mancano tuttavia finora studi più approfonditi sulla composizione della loro alimentazione.

### Riproduzione
L'uccello giardiniere del Vogelkopf è una specie poligina, coi maschi che cercano di accoppiarsi col maggior numero possibile di femmine, salvo poi disinteressarsi completamente di qualsiasi altro aspetto dell'evento riproduttivo: la stagione degli amori va da luglio a febbraio.
All'approssimarsi della stagione riproduttiva, i maschi si isolano dagli stormi, facendo ritorno ai propri territori (che generalmente sono gli stessi anno dopo anno) e preparandosi alla costruzione della propria struttura nuziale, prima di tutto pulendo accuratamente il suolo dell'area dove si esibiranno.

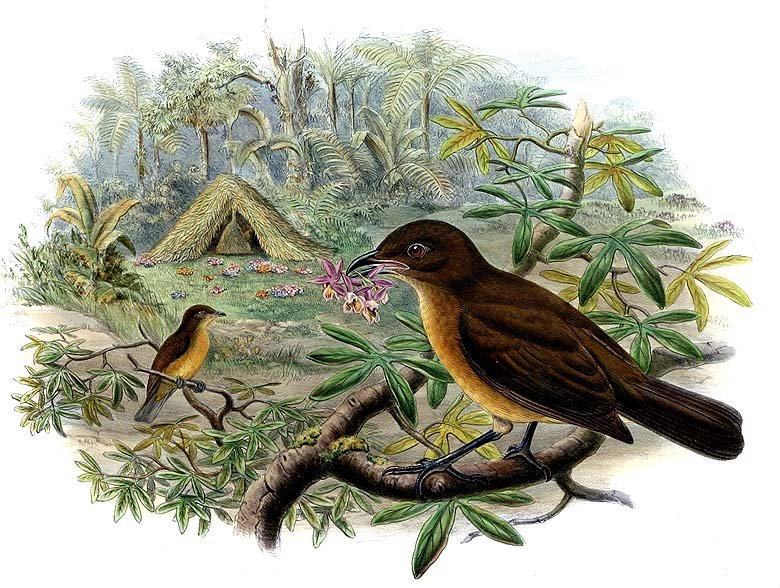
Illustrazione di costruzione nuziale con maschio in primo piano.

Il primo a descrivere la struttura nuziale dell'uccello giardiniere del Vogelkopf fu Odoardo Beccari nel 1872: fedelmente al principio di proporzionalità inversa fra la brillantezza della colorazione e la complessità delle costruzioni maschili osservabili fra gli uccelli giardiniere, in questa specie dalla colorazione molto sobria è possibile osservare una delle strutture più voluminose ed impressionanti.. Si tratta infatti di una struttura a forma di tenda completamente edificata con rametti giustapposti attorno a un alberello, alta fino a un metro e larga fino a 160 cm: davanti all'entrata (solitamente segnalata col piazzamento di due rametti più spessi a mo' di colonne), il maschio ripulisce accuratamente il terreno dai detriti per alcuni metri quadrati, abbellendo l'area con licheni ed oggetti dalla colorazione brillante o lucente (fiori, bacche, elitre iridescenti, foglie morte, ossicini, materiale plastico), senza però mostrare preferenze per particolari colori come invece osservabile in altre specie di uccello giardiniere. Per reperire oggetti di suo gusto, il maschio effettua spostamenti anche consistenti, non di rado rubandoli dalle strutture di altri maschi: il materiale deperibile viene accuratamente rinnovato man mano che perde in freschezza.
Le femmine giungono alle strutture attratte dagli alti richiami dei maschi, che stazionano sull'alberello alla base del quale hanno costruito la propria struttura: al sopraggiungere di potenziali partner, il maschio le accompagna nella visita del pergolato e della capanna, arruffando il piumaggio, tenendo gli oggetti nel becco e vocalizzando a tutto spiano. Se la femmina è convinta, all'interno della struttura avviene la copula, dopodiché i due animali si separano, col maschio che fa ritorno al suo posatoio e continua a cercare potenziali compagne e la femmina che si accinge alle attività di costruzione del nido.

## Distribuzione e habitat
L'uccello giardiniere del Vogelkopf è endemico della Papua Occidentale, della quale popola (come intuibile dal nome comune) le aree montuose della penisola di Doberai (detta anche "penisola di Vogelkopf"): monti Arfak, monti Fakfak, monti Tamrau e monti Wandammen.
L'habitat di questi uccelli è rappresentato dalla foresta pluviale montana e nebulosa, nella quale essi sono osservabili in particolare nelle aree ben mature di foresta primaria con canopia a 25-30 m dal suolo e presenza di grossi alberi emergenti (su tutti Agathis labillarderi).

## Tassonomia
Sebbene sussistano dubbi in merito alla posizione tassonomica delle popolazioni della porzione sud-occidentale dell'areale (più scure dorsalmente e più tendenti al giallino ventralmente, con richiami e costruzioni nuziali lievemente differenti ma geneticamente affini alle altre), la specie viene considerata monotipica.